# Joyce Johnson
Joyce Johnson, född 1935 i Queens, New York, är en amerikansk författare som vann en National Book Critics Circle Award för memoaren Minor Characters, om sin relation med Beat-författaren Jack Kerouac. Hon har givit ut tre romaner, två memoarer och ett antal samlade brev mellan henne och Kerouac. Dessutom har hon skrivit artiklar och essäer i tidskrifter som The New Yorker, Harper's och Vanity Fair. Hon räknas emellanåt till Beatgenerationen, även om Johnsons stil skiljer sig strukturellt från många andra beatförfattares.